# Jaime Salvador
Jaime Salvador Valls (né le 4 novembre 1901 à Barcelone et mort le 18 octobre 1976 à Mexico) est un réalisateur et scénariste espagnol de cinéma. Il a tourné une centaine de films au Mexique.

## Filmographie partielle

### Comme réalisateur
- 1943-44 : El Jorobado, 4e version cinématographique connue, et la 1re non française ni francophone, du Bossu de Paul Féval, avec Jorge Negrete
- 1946 : Pan dans la lune (El moderno Barba Azul)
- 1958 : Se los chupó la bruja
- 1958 : Los muertos no hablan
- 1959 : Yo... el aventurero
- 1961 : Pegando con tubo
- 1962 : Qué perra vida
- 1969 : La señora Muerte

### Comme scénariste
- 1946 : Soy un prófugo de Miguel M. Delgado